# پیشکو
پیشکو (به مجاری:  Piskó) یک منطقهٔ مسکونی در مجارستان است که در ناحیه شیه واقع شده‌است.